# Ново време
«Ново време» (рус. Новое время) — болгарский ежемесячный общественно-политический и литературный журнал.

## История
Издание журнала началось в январе 1897 года по инициативе первого болгарского марксиста Димитра Благоева (который оставался главным редактором журнала до 1923 года).
В первые годы издание являлось органом Болгарской рабочей социал-демократической партии, а после её раскола — органом Болгарской рабочей социал-демократической партии тесных социалистов.
После начала в 1912 году Первой Балканской войны издание журнала было прекращено, после окончания Второй Балканской войны в 1913 году издание журнала было продолжено.
После вступления Болгарии в Первую мировую войну и введением военной цензуры количество печатных изданий Болгарии было сокращено и с 1916 до 1919 журнал не выходил.
25-27 мая 1919 года в Софии состоялся XXII съезд БРСДП (т.с.) (I съезд БКП), на котором БРСДП (т.с.) была переименована в Болгарскую коммунистическую партию тесных социалистов, после чего журнал стал изданием БКП (т.с.).
В 1923 году журнал был запрещён правительством А. Цанкова.
В январе 1947 года издание журнала было возобновлено, в 1947—1989 гг. журнал являлся ежемесячным государственным периодическим печатным изданием Народной Республики Болгария и теоретическим изданием Болгарской коммунистической партии.
В 1973 году тираж журнала составлял 30 тыс. экземпляров.
В 1992 году вышли 4 номера журнала, в 1993—2000 годы журнал выходил шесть раз в год, с 2001 года ежегодно выходят 10 номеров журнала.